# Mahmud Taleghani
L'Āyatollāh Sayyid Mahmud Tāleqāni (Tāleqān, 5 marzo 1911 – Teheran, 10 settembre 1979) è stato un teologo iraniano, un musulmano riformatore e un membro del "clero" sciita iraniano.
L'Āyatollāh Mahmud ʿAlāyyi Tāleqāni (سید محمود علایی طالقانی, pronunciato Tāleghāni) è stato un protagonista di rilievo della Rivoluzione islamica iraniana, a fianco dell'Āyatollāh Ruhollah Khomeyni.
Figlio d'un alto esponente del "clero" sciita e allievo dell'Āyatollāh Hāʾeri Yazdi, Tāleqāni si dedicò all'insegnamento religioso a Tehrān e fu soggetto spesso a misure di incarcerazione da parte del regime dei Pahlavi.
Sostenne il Movimento Nazionale di Mohammad Mossadeq, che più tardi portò a buon fine un colpo di Stato nazionalista e anti-Scià, nonché il movimento Rinascita della Resistenza Nazionale (Nahdat-e Moqāwamat-e Melli), i Fedā'iyyān-e Islām (Devoti dell'Islam) e, forse, i Mojāhedin-e khalq (Combattenti del Popolo), fondato quest'ultimo da tre suoi antichi studenti.
La sua è stata all'epoca una fra le poche voci a cercare la mediazione tra tutte le parti. Di lui basterà ricordare che, nonostante fosse un personaggio ricco di carisma e autorità religiosa, non tentò mai di abusare del proprio potere, nemmeno a scopo di pacificazione. Nel neonato Majlis, dove era stato eletto dalla volontà del popolo, dopo pochissimi giorni abbandonò la poltrona parlamentare per sedersi, per il resto del mandato, per terra come alcuni suoi seguaci.
Questo suo modo di opporsi al potere che si stava formando - e che si incentrava sulla nuova istituzione assolutamente centrale della velāyet-e faqih (l'"accorto consiglio del giurisperito" cui doveva obbligatoriamente informarsi l'azione del Parlamento e del Governo), cui egli preferiva la wesāyat-e fuqahāʾ (il "consiglio dei giurisperiti", vale a dire l'azione dall'esterno della funzione di guida della Rivoluzione Islamica) - ebbe vita breve.

Resteranno, forse, per sempre oscure le circostanze che lo portarono alla morte il 9 settembre 1979. La versione ufficiale parlò di un infarto, ma bisogna ricordare che Tāleqāni appoggiò sempre decisamente la figura e l'attività di "Guida Suprema" di Khomeyni.